# China Europe Business & Exhibition Center

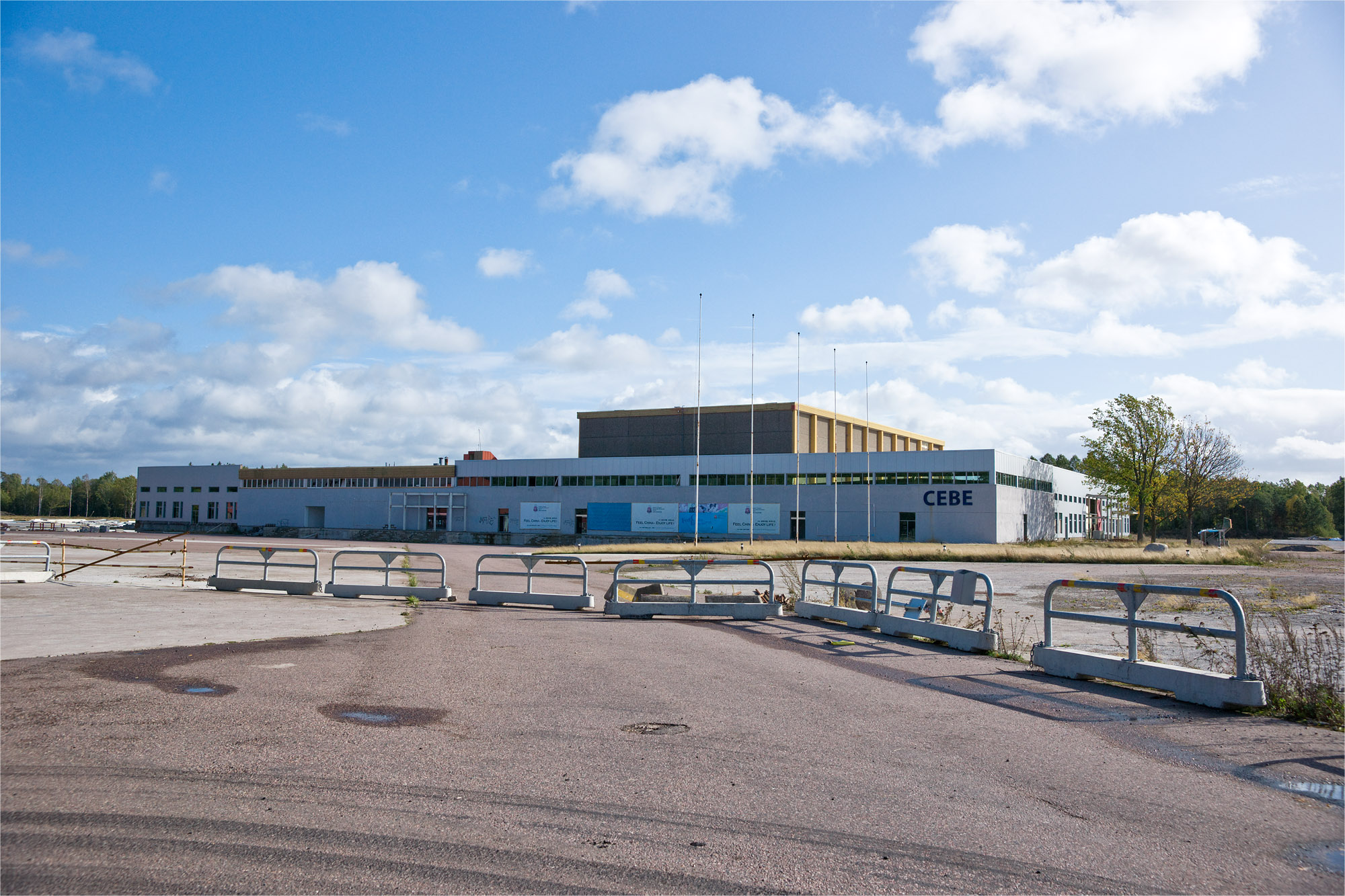
Bild över centret innan det revs

China Europe Business & Exhibition Center (kinesiska: 瑞典中国商贸城, pinyin: Ruidian Zhongguo shangmaocheng) var tänkt att bli ett internationellt handelscentrum som började byggas i Snurrom, Kalmar av Fanerdun Group AB, vilket leddes av affärsmannen Luo Jinxing.

## Bakgrund
Affärsidén, som utvecklades med stöd från Invest in Sweden Agency, innebar att utländska grossistföretag, främst från Kina, skulle ges möjlighet att marknadsföra produkter mot Europa. Grossisterna skulle ges möjlighet att hyra en utställningsplats i mässhallen. Den 19 augusti 2006 undertecknade Luo Jinxing och Johan Persson ett investeringsavtal mellan Fanerdun och Kalmar kommun.
Första etappen invigdes den 28 september 2007 och bestod av 9 000 kvadratmeter och 240 utställare inhysta i provisoriska lokaler. Den andra etappen skulle stått klar sommaren 2008 och utställningscentret skulle blivit 70 000 kvadratmeter med plats för 1 100 utställare inom sport och fritid, skor och väskor, leksaker, verktyg, köksredskap samt hantverk. I anslutning till handelscentret skulle ett fyrstjärnigt hotell och restauranger, 300 bostäder och ett spa byggas. 800 nya arbetstillfällen utlovades.

## Kritik
Projektet mötte kritik från många håll och Sydsvenska dagbladet har publicerat en rad artiklar där företagets verksamhet granskats. Hösten 2006 avslöjade den Shanghai-baserade journalisten Ola Wong att anställda vid Fanerdun Group AB lockat kinesiska affärsmän som investerar i projektet med svenska uppehållstillstånd och sociala förmåner. Fanerduns VD Luo Jinxing reagerade med att hota Ola Wong med stämning och krävde att han skulle utvisas från Kina för att han "smutskastat" företaget, Luo drog senare tillbaka stämningshotet.
Fackförbundet Byggnads misstänkte att Fanerduns byggföretag inte betalade sina kinesiska byggarbetare avtalsenliga löner och att de har brutit mot svenska säkerhetsföreskrifter. Arbetsmiljöverket stoppade vid flera tillfällen  arbetet på Fanerduns byggarbetsplatser i Kalmar.

## Konkurs
Under hösten 2008 upphörde projektet på grund av obetalda skulder och att Fanerdun Group AB inte lyckades föra över pengar från Kina till Sverige. 2009 begärdes Fanerdun Group AB i konkurs av fordringsägare.
Resterna av Fanerduns bygge revs under 2011 och få spår syns idag av det enorma projektet.